# Suzuki Grand Vitara
Suzuki Grand Vitara – SUV produkowany przez japoński koncern Suzuki w latach 1998 - 2014. roku jako następca Suzuki Vitara. W latach 2005–2014 powstawała druga generacja modelu, a pod koniec 2014 roku zaprezentowano następcę, gdzie powrócono do nazwy Vitara.

## Suzuki Grand Vitara I
Suzuki Grand Vitara I został zaprezentowany w 1997 roku. Produkowany w latach 1998 - 2005, w gamie modelowej zastąpił Suzuki Vitara. 

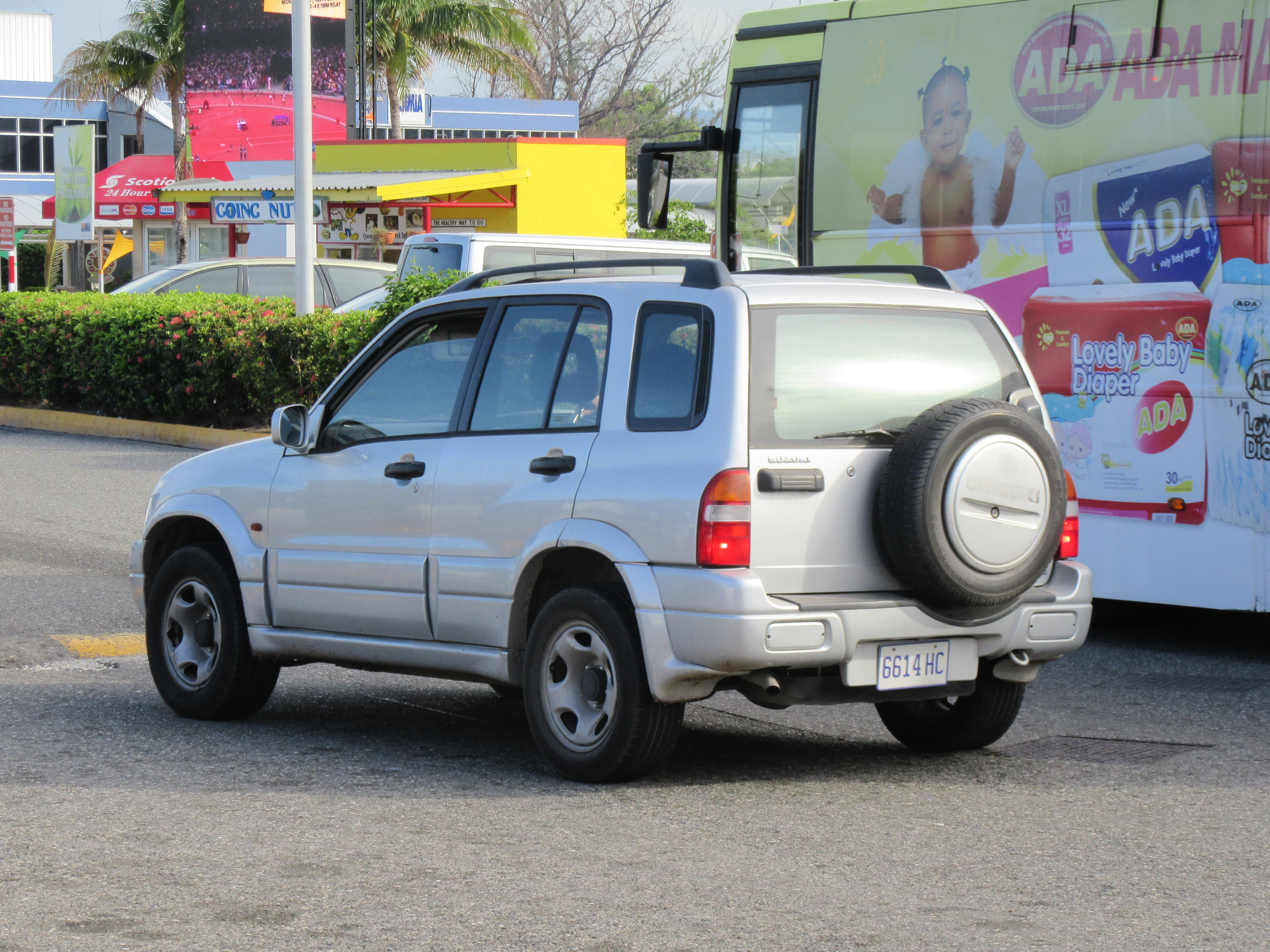
Suzuki Grand Vitara I w wersji pięciodrzwiowej

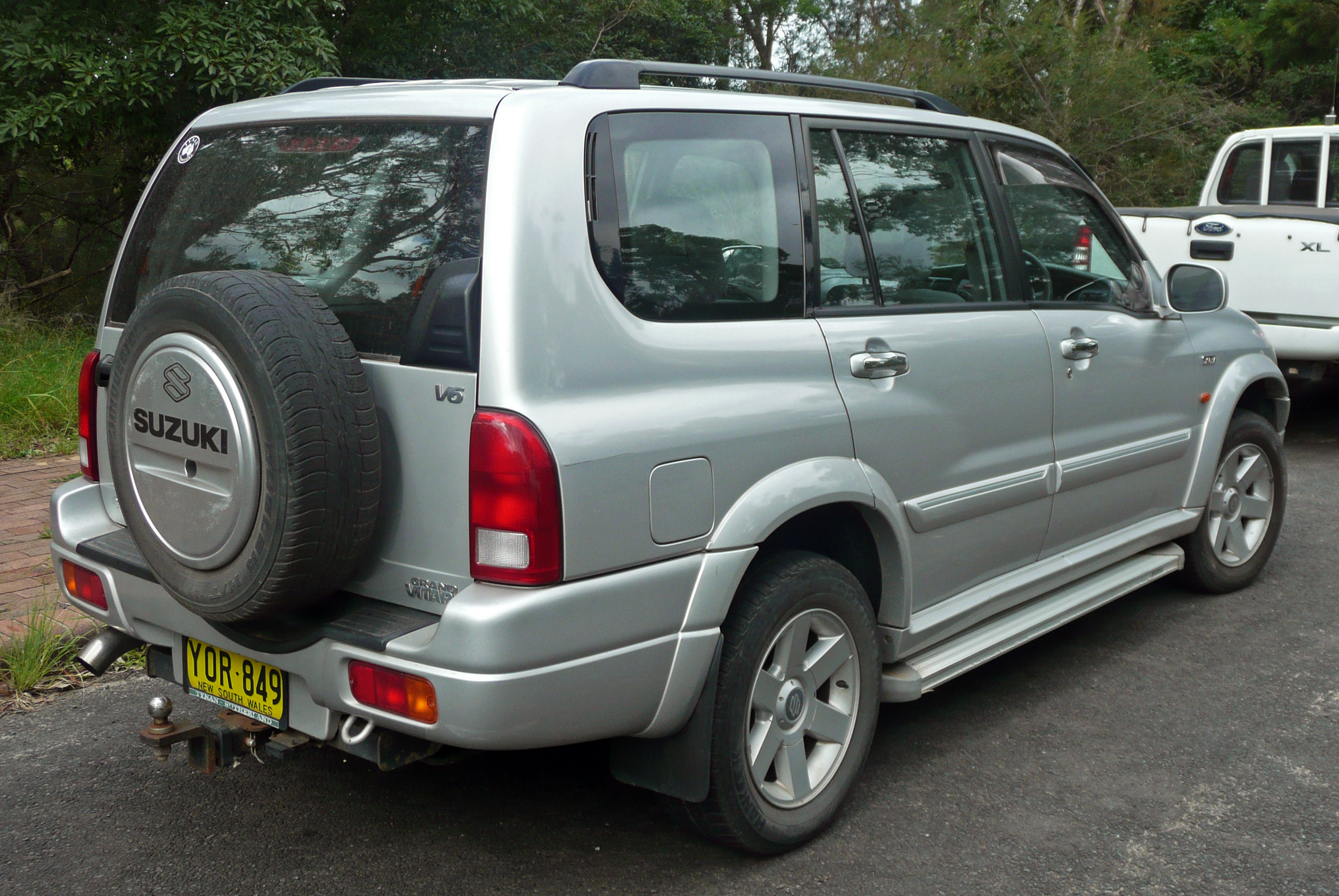
Suzuki Grand Vitara XL-7

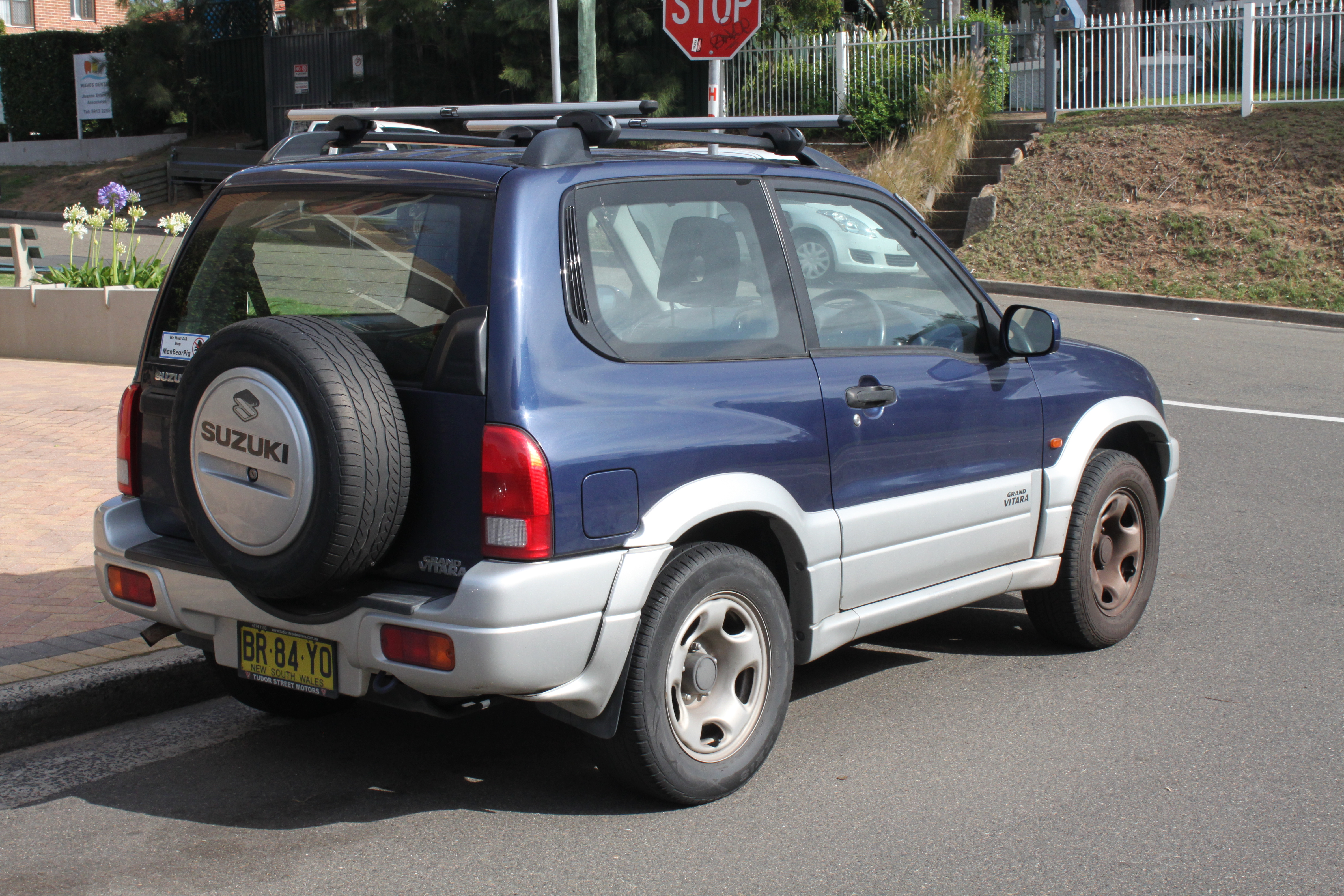
Suzuki Grand Vitara I w wersji trzydrzwiowej

W 2000 roku oferta silnikowa została uzupełniona o nowoczesny silnik wysokoprężny 2.0 HDi o mocy 109 KM, wyposażony we wtrysk common rail, produkcji francuskiego koncernu PSA. 

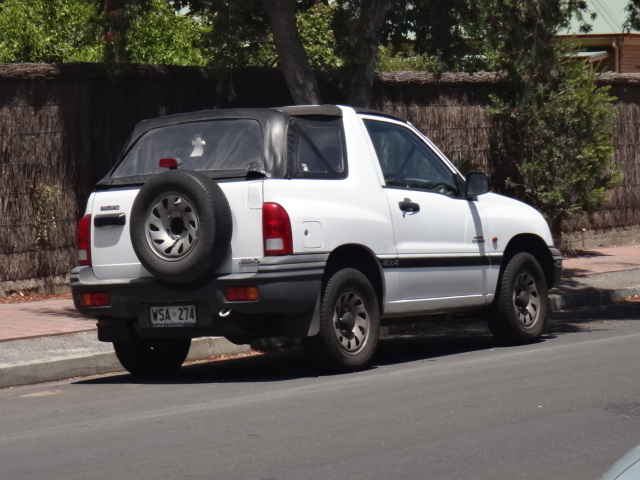
Suzuki Grand Vitara I w wersji cabriolet

W 2003 roku samochód przeszedł face lifting, którego zmiany ograniczyły się do poprawienia jakości spasowania i materiału wewnątrz pojazdu, przeszło ono także drobne zmiany kosmetyczne. 

### Suzuki Grand Vitara XL-7
W 2000 roku wprowadzono do produkcję wersję "XL-7". Model otrzymał, inny układ napędowy, stał się dłuższy, otrzymał większy rozstaw osi i większy bagażnik. Ponadto otrzymał 3 trzeci rząd siedzeń. Na potrzeby wersji "XL-7" przygotowano najmocniejszy silnik benzynowy 2,7 V6 w specjalnej wersji o mocy 173 KM - był to jedyny dostępny silnik w tej edycji. Grand Vitarę w tej odmianie również mogliśmy zamówić tylko w jednej wersji wyposażenia, która jednak została dość bogato wyposażona.

### Silniki
| Wersja silnikowa     | Pojemność skok(cm3) | Moc. maks(KM/obr) | Mom. obr.(Nm/obr) | Przyspieszenie 0-100(km/h) | Średnie spalanie |
| -------------------- | ------------------- | ----------------- | ----------------- | -------------------------- | ---------------- |
| Silniki Benzynowe    |                     |                   |                   |                            |                  |
| 1.6                  | 1590                | 94/5200           | 138/4000          | 13,9                       | 8,0              |
| 2.0                  | 1995                | 127/6000          | 174/2900          | 12,4                       | 9,3              |
| 2.5 V6               | 2493                | 144/6200          | 208/3500          | 10,2                       | 10,2             |
| 2.7 V6               | 2736                | 173/6000          | 231/3300          | 10,5                       | 10,8             |
| 2.7 V6               | 2736                | 184/6000          | 250/3300          | 10                         | 11,5             |
| Silniki Wysokoprężne |                     |                   |                   |                            |                  |
| 2.0TD                | 1998                | 87/4000           | 216/2000          | 19,8                       | 7,8              |
| 2.0HDI               | 1997                | 109/4000          | 250/1750          | 14,9                       | 6,6              |

## Suzuki Grand Vitara II
Suzuki Grand Vitara II został zaprezentowany w 2005 roku. Pojazd zbudowano na płycie podłogowej własnego projektu, w związku z czym nie jest on spokrewniony z samochodami koncernu General Motors - w przeciwieństwie do korzystającego z platformy Theta Suzuki XL-7 2. generacji, tj. z lat 2006-2009.

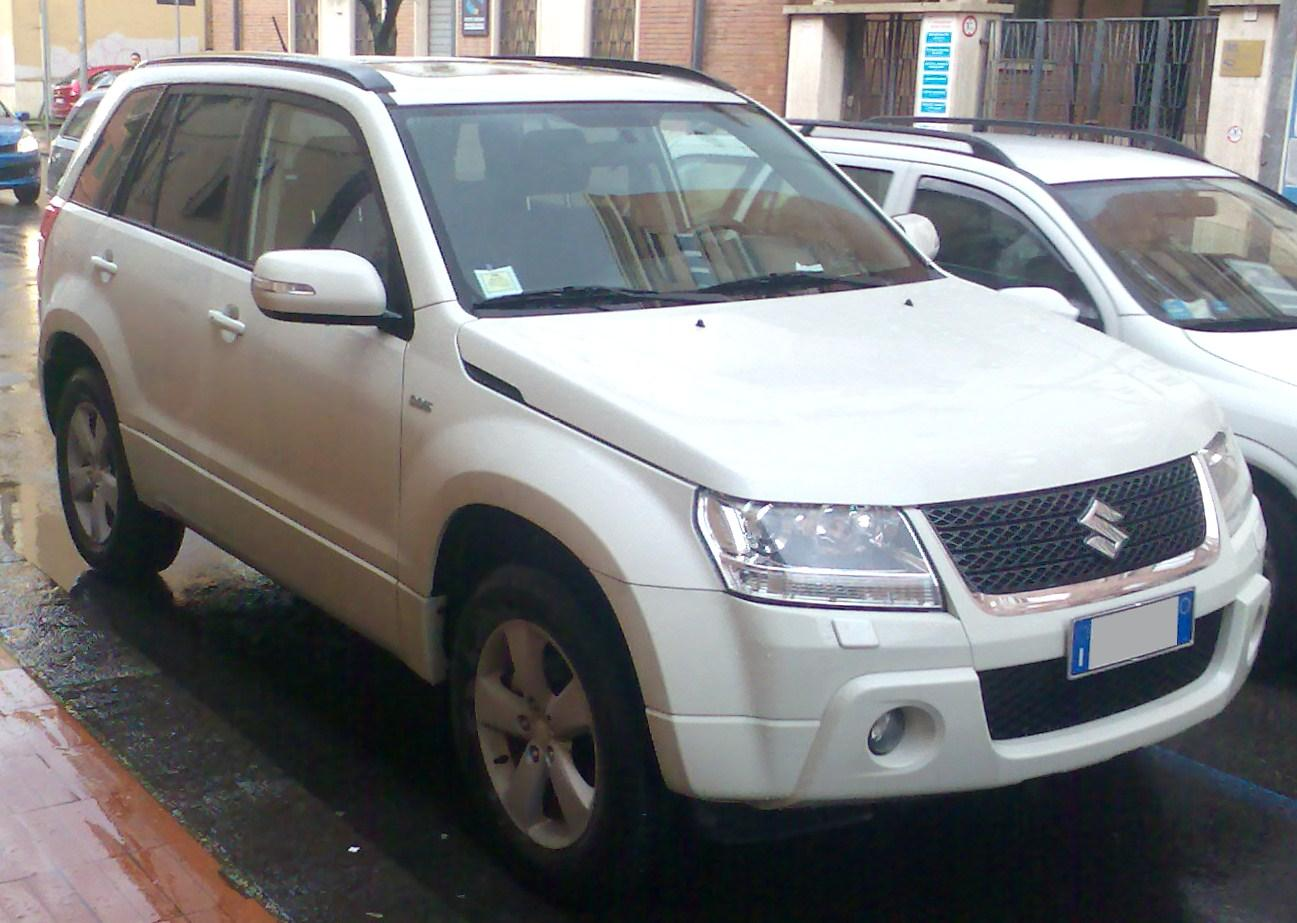
Suzuki Grand Vitara II po liftingu w 2008 roku

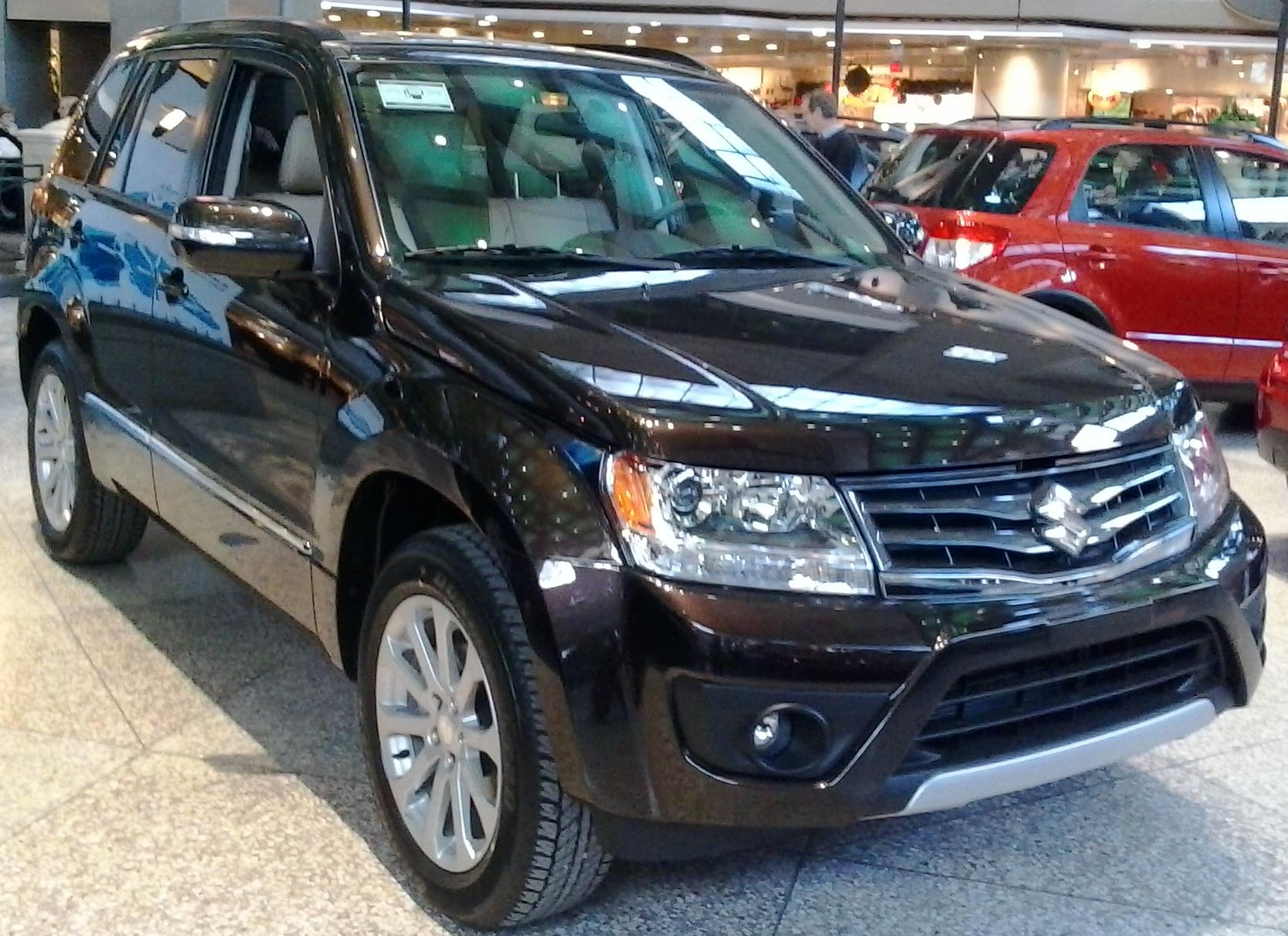
Suzuki Grand Vitara II po liftingu w 2012 roku

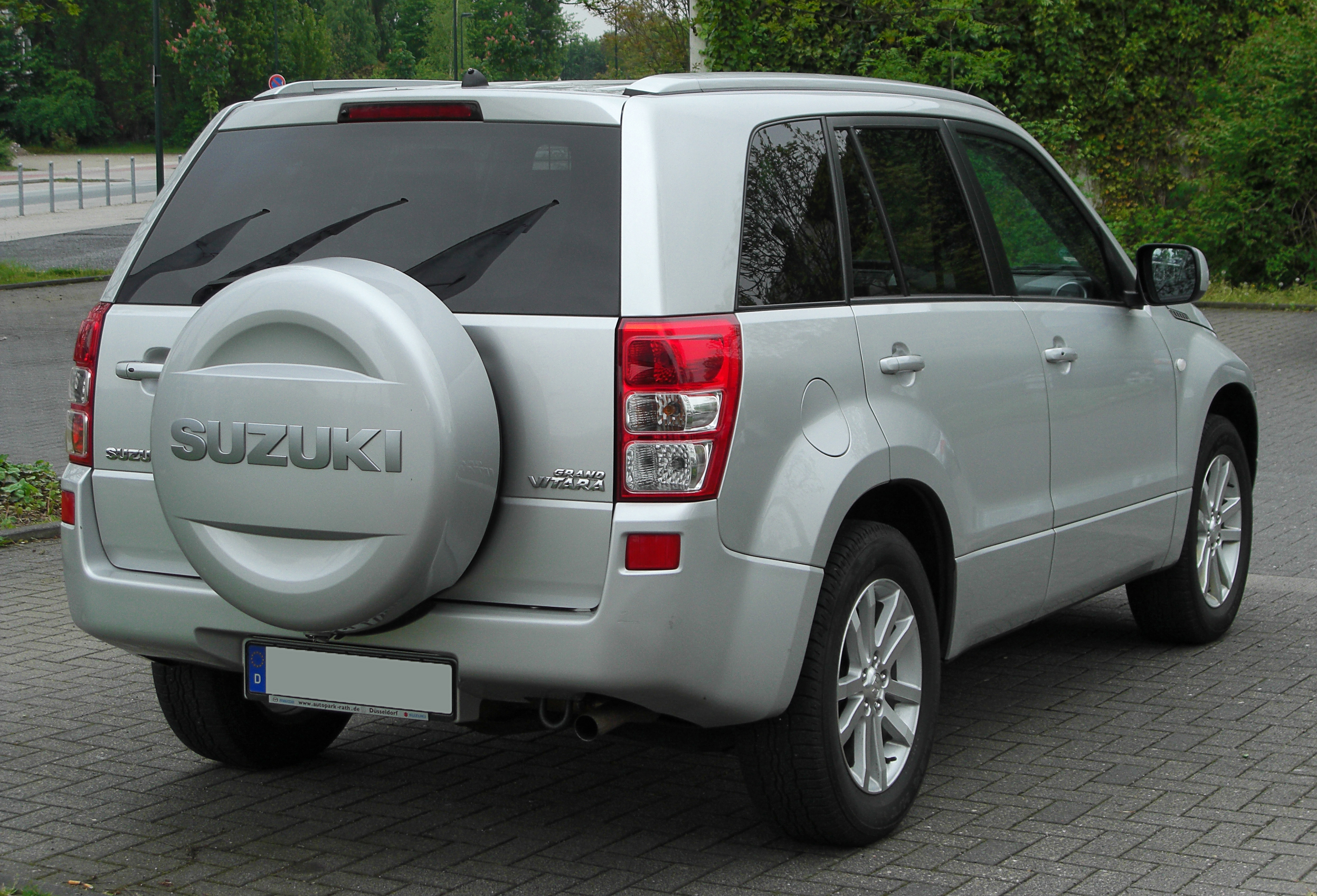
Tył Suzuki Grand Vitara II przed liftingiem w 2008 roku

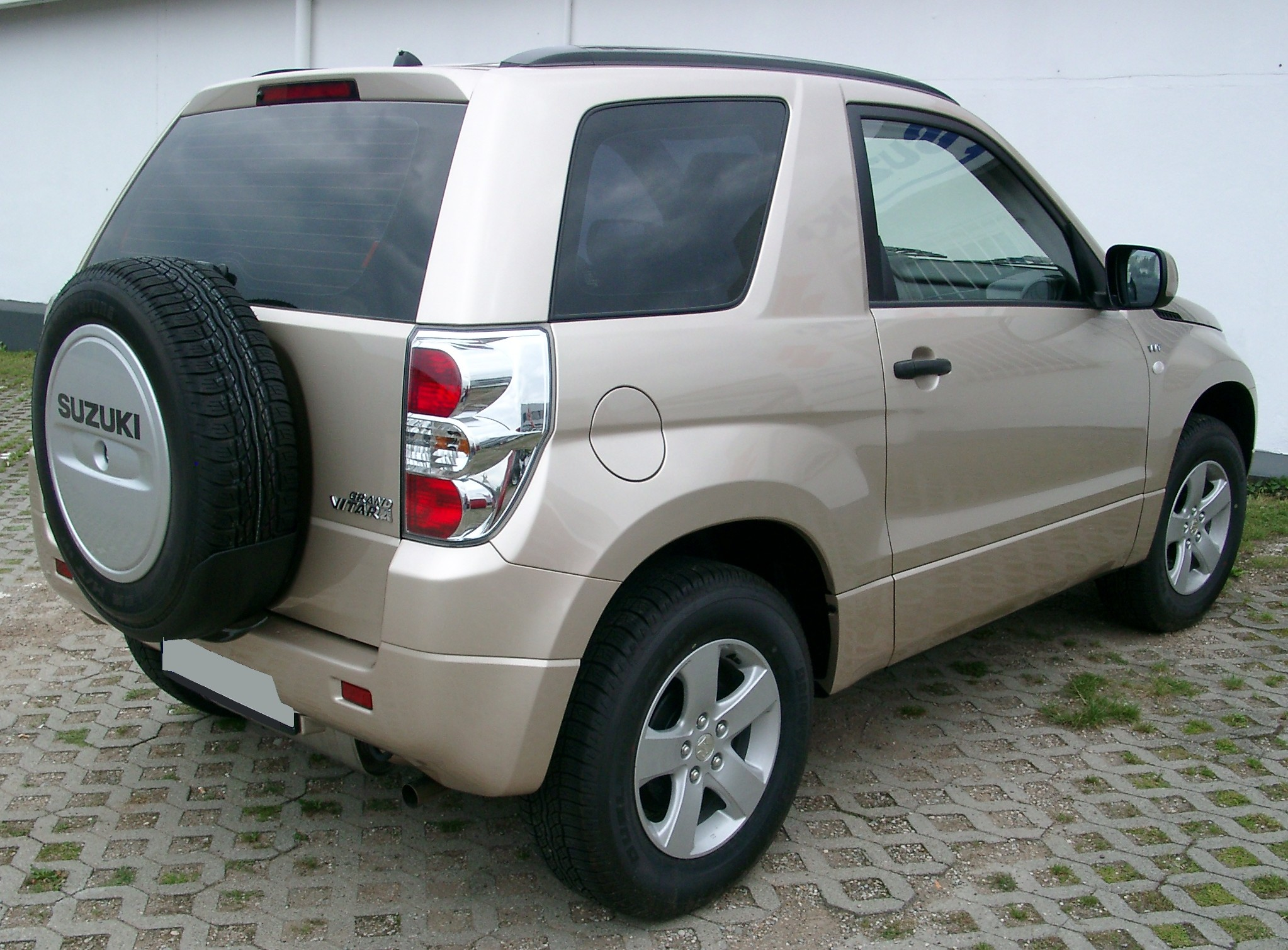
Tył Suzuki Grand Vitara II w wersji trzydrzwiowej

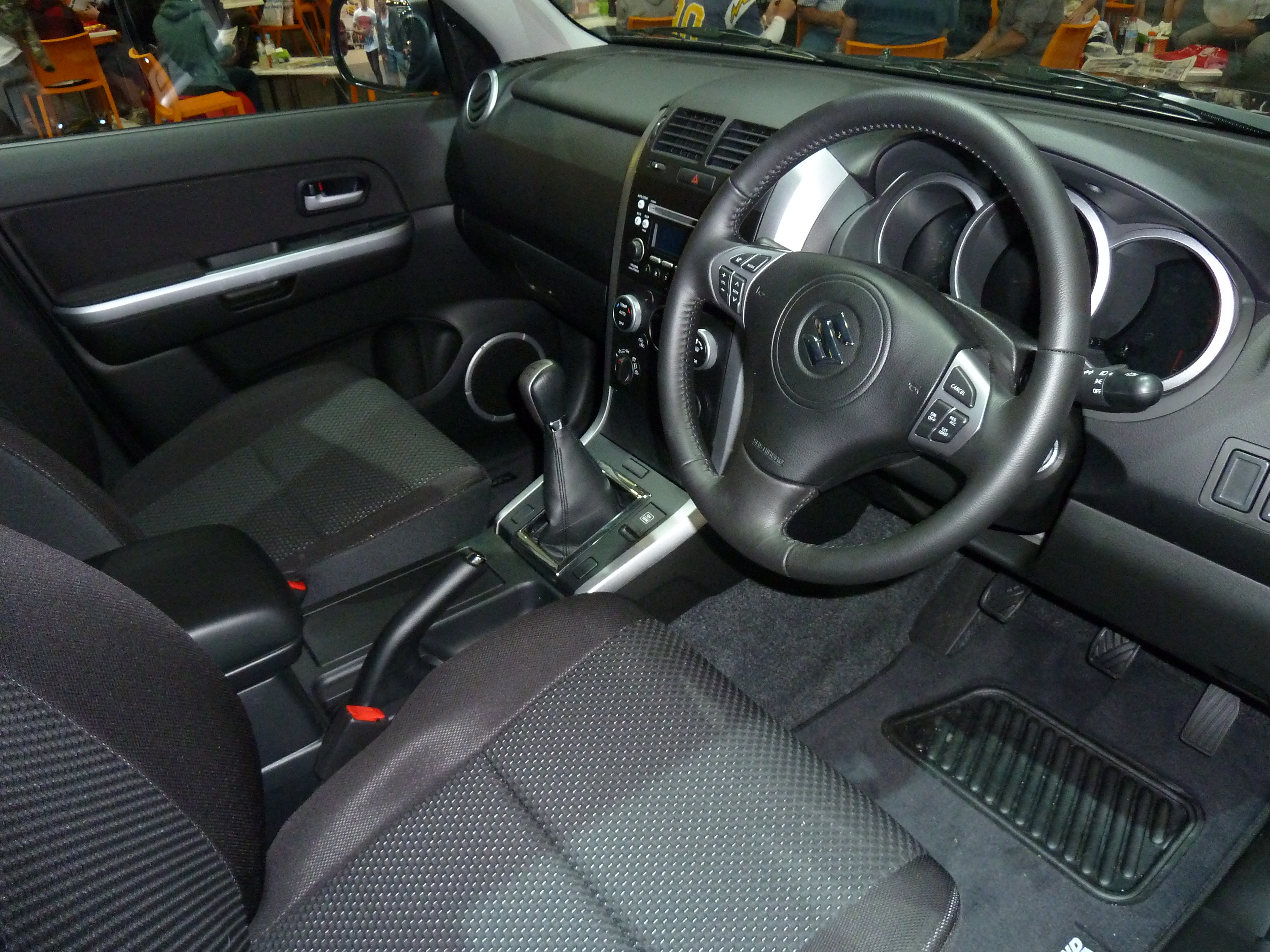
Wnętrze Grand Vitara II

Samochód wyposażony jest w stały napęd na obie osie, centralny mechanizm różnicowy, jego blokadę i reduktor.

### Face lifting

#### 2008
W IV kwartale 2008 roku samochód został poddany face liftingowi oraz otrzymał dwa nowo zaprojektowane benzynowe silniki: VVT 2,4 litra o mocy 169 KM oraz V6 3,2 litra o mocy 233 KM dostępny wyłącznie z 5-biegową automatyczną skrzynią biegów. Zadbano też o bezpieczeństwo - pojazd wyposażono w asystenta zjazdu ze wzniesienia oraz hamulce tarczowe na tylnej osi. W zakresie wyglądu zewnętrznego wprowadzono kilka delikatnych zmian. Najbardziej charakterystyczną są nowe lusterka zewnętrzne z wbudowanymi kierunkowskazami. Klienci dostali do wyboru jeden nowy rozmiar i dwa nowe wzory obręczy kół. Zmiany wprowadzono także we wnętrzu pojazdu. Wielofunkcyjny wyświetlacz został przeniesiony z centralnej konsoli na zespół wskaźników. Wzbogacono go o kilka nowych funkcji m.in. zasięg i aktualne przełożenie skrzyni biegów. Przyciski na kierownicy podświetlono. Sterowanie klimatyzacją zostało uzupełnione o wyświetlacz, dzięki czemu zyskało na precyzji. Zadbano także o system audio doposażając go o centralny głośnik oraz wzmacniając wyciszenie auta.

#### 2012
W 2012 roku Grand Vitarę poddano kolejnej modernizacji. Zmieniono m.in. pas przedni pojazdu, czyli atrapę chłodnicy, zderzak, wzory felg oraz światła przeciwmgłowe.

#### 2014
Podczas Paris Motor Show 2014 zaprezentowano następcę, gdzie powrócono do nazwy Vitara. Model jest teraz plasowany jako miejski crossover, a rolę kompaktowego crossovera przejął zaprezentowany w 2013 roku model SX4 S-Cross.

### Wersje wyposażeniowe
- Comfort
- Premium
- De Luxe
- X-Adventure - edycja limitowana na rynek japoński

Standardowe wyposażenie pojazdu obejmuje m.in. ABS, 4 poduszki powietrzne i kurtyny, klimatyzację automatyczną, wielofunkcyjną kierownicę, radio CD. Opcjonalnie pojazd można wyposażyć w system ESP.

#### Wersja 20th Anniversary
W 2008 roku Suzuki wprowadziło na rynek limitowaną edycję 20th Anniversary. Można ją rozpoznać m.in. po:
- beżowej, skórzanej tapicerce
- relingach dachowych w kolorze srebrnym
- nakładkach progów
- 17" aluminiowych obręczach
- srebrnych wlotach powietrza
- dostępne kolory to czarny i ciemnoszary

### Nagrody
- "Samochód 4x4 roku 2007" przyznane przez ponad 35000 czytelników najpopularniejszego europejskiego czasopisma o pojazdach terenowych "AutoBILD allrad"[8]
- W 2008 roku pierwsze miejsce w kategorii "Samochód terenowy i (SUV) w cenie do 25 tysięcy EUR" przyznane również przez czytelników magazynu "AutoBILD allrad"[9]
- W 2009 roku pierwsze miejsce w kategorii "Samochód terenowy i (SUV) w cenie do 25 tysięcy EUR" przyznane przez około 165000 czytelników magazynu "AutoBILD allrad"[10]

### Dane techniczne[11][12][13][14][15][16][17]

#### Silniki
| Silnik                | Typ        | Rodzaj paliwa       | Liczba i układ cylindrów / liczba zaworów | Objętość skokowa silnika [cm3] | Średnica x skok [mm x mm] | Stopień sprężania | Rodzaj zasilania                 | Moc maksymalna [kW (KM) / obr./min] | Maksymalny moment obrotowy [Nm / obr./min] | Norma emisji spalin |
| --------------------- | ---------- | ------------------- | ----------------------------------------- | ------------------------------ | ------------------------- | ----------------- | -------------------------------- | ----------------------------------- | ------------------------------------------ | ------------------- |
| benzynowy 1.6 VVT     | M16A z VVT | benzyna bezołowiowa | R4 / 16                                   | 1586                           | 78,0 x 83,0               | 10,5              | wtrysk wielopunktowy             | 78 (106) / 5900                     | 145 / 4100                                 | Euro 5              |
| benzynowy 2.0         | J20A DOHC  | benzyna bezołowiowa | R4 / 16                                   | 1995                           | b/d                       | 9,7               | b/d                              | 103 (140) / 6000                    | 183 / 4000                                 | b/d                 |
| benzynowy 2.4 VVT     | J24B z VVT | benzyna bezołowiowa | R4 / 16                                   | 2393                           | 92,0 x 90,0               | 10,0              | wtrysk wielopunktowy             | 124 (169) / 6000                    | 227 / 3800                                 | Euro 5              |
| benzynowy 2.7 V6      | DOHC       | benzyna bezołowiowa | V6 / 24                                   | 2736                           | 88,0 x 75,0               | 10,0              | wtrysk wielopunktowy             | 127 (173) / 6000                    | 231 / 3300                                 | Euro 4              |
| benzynowy 3.2 V6      | N32A       | benzyna bezołowiowa | V6 / 24                                   | 3195                           | 89,0 x 85,6               | 10,0              | wtrysk wielopunktowy             | 171 (233) / 6300                    | 291 / 3200                                 | b/d                 |
| wysokoprężny 1.9 DDiS | F9Q        | olej napędowy       | R4 / 8                                    | 1870                           | 80,0 x 93,0               | 16,6              | wtrysk bezpośredni (Common rail) | 95 (129) / 4000                     | 300 / 1750-2500                            | Euro 5              |

#### Pozostałe
|                                                                                          | 3d                                      | 5d                                      |
| Wymiary                                                                                  | Wymiary                                 | Wymiary                                 |
| ---------------------------------------------------------------------------------------- | --------------------------------------- | --------------------------------------- |
| Długość całkowita [mm]                                                                   | 4005 mm                                 | 2005-2008: 4470 mm od 2008: 4501 mm     |
| Szerokość całkowita [mm]                                                                 | 1810 mm                                 | 1811 mm                                 |
| Wysokość całkowita [mm]                                                                  | 1695 mm                                 | 1694 mm                                 |
| Rozstaw osi [mm]                                                                         | 2440                                    | 2639                                    |
| Rozstaw kół przednich / tylnych [mm]                                                     | 1540/ 1570                              | 1540/ 1570                              |
| Prześwit podwozia [mm]                                                                   | 200                                     | 200                                     |
| Minimalny promień skrętu [m]                                                             | 5,1                                     | 5,5                                     |
| kąt wejścia (natarcia) [°]                                                               | 29                                      | 29                                      |
| Kąt rampowy [°]                                                                          | 20                                      | 19                                      |
| kąt zejścia [°]                                                                          | 36                                      | 27                                      |
| Pojemności                                                                               |                                         |                                         |
| Liczba miejsc do siedzenia                                                               | 4                                       | 5                                       |
| Przestrzeń bagażowa - objętość maksymalna (od podłogi do dachu) [litry]                  | 964                                     | 1386                                    |
| Przestrzeń bagażowa - złożone i odchylone do przodu tylne siedzenie (według VDA) [litry] | 516                                     | 758                                     |
| Przestrzeń bagażowa - tylne siedzenie w pozycji normalnej (według VDA) [litry]           | 184                                     | 398                                     |
| Pojemność zbiornika paliwa [litry]                                                       | 55                                      | 66                                      |
| Układ przeniesienia napędu                                                               |                                         |                                         |
| Przełożenie skrzyni rozdzielczo-redukcyjnej - szosowe / terenowe                         | -                                       | 1,000 / 1,970                           |
| Podwozie                                                                                 |                                         |                                         |
| Układ kierowniczy                                                                        | zębatkowy ze wspomaganiem hydraulicznym | zębatkowy ze wspomaganiem hydraulicznym |
| Zawieszenie przód / tył                                                                  | kolumny MacPherson / wielowahaczowe     | kolumny MacPherson / wielowahaczowe     |
| Hamulce przednie                                                                         | tarczowe wentylowane                    | tarczowe wentylowane                    |
| Hamulce tylne                                                                            | bębnowe / tarczowe wentylowane          | bębnowe / tarczowe wentylowane          |
| Rozmiar opon                                                                             | 225/70 R16                              | 225/65 R17                              |
| Masy                                                                                     |                                         |                                         |
| Masa własna (bazowa / z pełnym wyposażeniem)[kg]                                         | 1405-1461 / 1481-1524                   | 1569-1654 / 1636-1722                   |
| Dopuszczalna masa całkowita                                                              | 1830-1890                               | 2100-2170                               |